# Maxomys panglima
Maxomys panglima är en däggdjursart som först beskrevs av Robinson 1921.  Maxomys panglima ingår i släktet taggråttor och familjen råttdjur. IUCN kategoriserar arten globalt som livskraftig. Inga underarter finns listade i Catalogue of Life.
Arten är med en absolut längd av 372 till 410 mm, inklusive en 180 till 226 mm lång svans och med en vikt av 189 till 240 g en stor gnagare. Den har 39 till 43 mm långa bakfötter och 22 till 27 mm stora öron. Ovansidan är täckt av styv gråaktig päls med flera taggar inblandade. Pälsen är styvare än hos liknande råttdjur från släktet Rattus. På undersidan förekommer ljusare till vitaktig päls. Öronen och svansen ser nästan nakna ut. Djuret har en rosa nos.
Denna gnagare förekommer på Palawan och på mindre öar i västra Filippinerna. Arten lever i låglandet och i bergstrakter upp till 1550 meter över havet. Den vistas i olika slags skogar och dessutom besöks odlingsmark.
Individerna är troligen allätare och aktiva på natten. Maxomys panglima är inte sällsynt.